# Katherine Jenkins
Katherine Jenkins, OBE (Neath, Gales, 29 de junio de 1980) es una mezzosoprano británica galesa.

## Trayectoria
Jenkins, además de pertenecer entre 1990 y 1996 al coro de la Escuela Real de Música de la Iglesia, obtuvo grados en canto y piano.
Recibió el premio St Cecil como la más prominente cantante femenina del coro.
Ella ganó en dos oportunidades el concurso de la cantante femenina coral de la BBC de Gales. A los diecisiete años ganó una beca para estudiar música en la Real Academia de Londres.
Katherine estudió también, italiano, alemán, francés, ruso para poder graduarse con honores. Como modelo, ganó en el año 2000 el concurso Cara de Gales, y se dedicó posteriormente a su carrera musical. Katherine fue profesora de niños antes de firmar con Universal como mezzosoprano. Su primer álbum, «Premiere», fue el de más rápida venta de una mezzosoprano a la fecha. 
Posteriormente, tuvo dos álbumes como los número uno de más venta de un artista de música académica en Inglaterra en un año. Jenkins es aún la primera artista femenina en ganar dos veces consecutivas el Premio BRIT de clásicos.
Katherine ha producido cuatro álbumes que han sido número uno y lanzó en noviembre de 2007 el quinto. Sus álbumes comprenden: arias, canciones populares, himnos y crossover clásico. Ha presentado conciertos en muchos países, como Estados Unidos, Australia y Argentina. En diciembre del 2010, hizo su debut como actriz en el episodio especial de Doctor Who titulado Un cuento de Navidad.
En el 2011, Taffia International y Warner Music publicaron el álbum Daydream, el cual incluía temas como "Black is The Colour", "Can't Slow Down", "Break It to My Heart" y "Abigail's Song", el cual fue interpretado en Un cuento de Navidad.

## Discografía
9. Álbum "Daydream", por Katherine Jenkins, "Taffia International"/"Warner Music", 2011.

### Álbumes de estudio
| Año  | Detalles del Álbum | Mejores posiciones en listas | Mejores posiciones en listas | Mejores posiciones en listas | Mejores posiciones en listas | Mejores posiciones en listas | Mejores posiciones en listas | Mejores posiciones en listas | Certificaciones (ventas) |
| Año  | Detalles del Álbum | UK                           | UK Classical                 | AUS                          | GER                          | IRE                          | NZ                           | EU                           | Certificaciones (ventas) |
| ---- | --- | ---------------------------- | ---------------------------- | ---------------------------- | ---------------------------- | ---------------------------- | ---------------------------- | ---------------------------- | ------------------------ |
| 2004 | Premiere - Lanzamiento: 5 de abril de 2004 - Discográfica: Universal - Formatos: CD, Descarga digital                         | 31                           | 1                            | —                            | —                            | —                            | —                            | —                            | - UK: Plata              |
| 2004 | Second Nature (alias La Diva) - Lanzamiento: 18 de octubre de 2004 - Discográfica: Universal - Formatos: CD, descarga digital | 16                           | 1                            | —                            | —                            | 48                           | —                            | —                            | - UK: Platino            |
| 2005 | Living a Dream - Lanzamiento: 31 de octubre de 2005 - Discográfica: Universal - Formatos: CD, descarga digital                | 4                            | 1                            | 13                           | —                            | —                            | 13                           | 15                           | - UK: Platinum           |
| 2006 | Serenade - Lanzamiento: 6 de noviembre de 2006 - Discográfica: Universal - Formatos: CD, descarga digital                     | 5                            | 1                            | —                            | —                            | 92                           | —                            | 20                           | - UK: Platinum           |
| 2007 | Rejoice - Lanzamiento: 19 de noviembre de 2007 - Discográfica: Universal - Formatos: CD, descarga digital                     | 3                            | —                            | 25                           | —                            | 18                           | 23                           | 15                           |                          |
| 2008 | Sacred Arias - Lanzamiento: 20 de octubre de 2008 - Discográfcia: Universal - Formatos: CD, descarga digital                  | 5                            | 1                            | —                            | —                            | 47                           | —                            | 20                           |                          |
| 2009 | Believe - Lanzamiento: 26 de octubre de 2009 - Discográfica: Warner Bros. - Formatos: CD, descarga digital                    | 6                            | 1                            | 35                           | 10                           | 13                           | —                            | 24                           | - UK: Oro                |